# پسش بگیر
پسش بگیر (به انگلیسی: Take It Back) نام تک ترانه‌ای از آلبوم سال ۱۹۹۴ پینک فلوید، ناقوس جدایی است. گیتاریست،دیوید گیلمور در این آهنگ از یک EBow در گیتار آکوستیک گیبسون جی-۲۰۰ استفاده کرده‌است، این آهنگ در هیچ‌یک از آلبوم‌های زنده و گردآوری‌شدهٔ پینک فلوید قرار نگرفت.

## مشارکت کنندگان در این آهنگ
- دیوید گیلمور - گیتار، خواننده
- ریچارد رایت - کیبرد
- نیک میسن -درام، سازهای کوبه‌ای
- تیم رنویک -گیتار
- گای پرت - گیتار بیس